# Mu isamaa, mu õnn ja rõõm
Mu isamaa, mu õnn ja rõõm (Minha Pátria, Meu orgulho e alegria) foi adoptado como hino nacional (em Estónio: riigihümn, ou rahvushümn) da República da Estónia em 1920, sendo retomado em 1990. Entre 1956 e 1990, a República Socialista Soviética da Estónia, parte da União Soviética, tinha um hino diferente: Eesti NSV hümn.
A letra foi escrita por Johann Voldemar Jannsen para uma melodia composta em 1848 por Fredrik (Friedrich) Pacius que também compôs a música do hino nacional da Finlândia: Maamme.
A canção foi apresentada ao público pela primeira vez no decorrer do Grande Festival da Canção da Estónia em 1869 e tornou-se rapidamente no símbolo do Nacionalismo estónio.